# Cratere Ramanathan
Ramanathan è un cratere sulla superficie di Marte.